# Arley Betancourth
Arley Betancourth, né le 4 mars 1975 à Cali (Colombie), est un footballeur colombien, qui évoluait au poste de milieu de terrain au Deportivo Cali, à Lanús, à l'América Cali, à Cortuluá, à Maracaibo, au Deportivo Pereira, au Deportes Quindío et à l'Universidad Católica del Ecuador ainsi qu'en équipe de Colombie.
Betancourth ne marque aucun but lors de ses neuf sélections avec l'équipe de Colombie entre 1994 et 1999. Il participe à la Copa América en 1999 avec l'équipe de Colombie.

## Carrière de joueur

### Clubs
- 1993-1999 : Deportivo Cali
- 1999-2000 : Lanús
- 2000-2001 : América Cali
- 2001 : Cortuluá
- 2001-2002 : Lanús
- 2002-2003 : Maracaibo
- 2004 : Deportivo Pereira
- 2004 : Deportes Quindío
- 2005 : Universidad Católica del Ecuador

### Palmarès

#### En équipe nationale
- 9 sélections et 0 but avec l'équipe de Colombie entre 1994 et 1999

#### Avec le Deportivo Cali
- Vainqueur du Championnat de Colombie en 1998

#### Avec l'América Cali
- Vainqueur du Championnat de Colombie en 2000